# Йоханнан IV
Мар Йоханнан IV (также Йоханнан III, Йоханнан V,  Юханнан, Йоханнан бар Авгар); (сир. ܝܘܚܢܢ ܒܪ ܣܘܪܝܝܐ, араб. يوحنان الرابع‎; ум. 16 мая 905, Багдад) — католикос-патриарх Церкви Востока с 900 года по 905 год. До патриаршества был епископом Заба и местоблюстителем диоцеза Кашкара. После утверждения его избрания мусульманскими властями летом 900 года, в октябре того же года созвал собор, принявший ряд канонов. Йоханнану приписывают трактат по наследственному праву, также сохранились его пастырские послания на арабском языке. Умер 16 мая 905 года в Багдаде, прославился нестяжательством. 

## Биография
Родился в христианском квартале Багдада. Между 884 и 891 годом был хиротонисан во епископа Заба, а с 891 года стал местоблюстителем Кашкарской епархии. В 900 году был избран католикосом-патриархом Церкви Востока, что вызвало противодействие Йоханнана бар Бохтишо, митрополита Мосула. Внутрицерковный конфликт вынудил епископат Церкви Востока обратиться к аббасидским властям халифу Аль-Мутадиду и эмиру эмиров Бадру, которые утвердили Йоханнана на престоле. Во время своей интронизации дал письменное заверение достойно управлять делами общины и помогать нуждающимся. Данный текст стал образцом для последующих католикосов Церкви Востока. В октябре 900 года созвал собор на котором был принят ряд канонов. Большая часть данных канонов сохранились в виде цитат у восточно-сирийского канониста XIII века Абдишо бар Брихи и в арабском переводе у богослова Церкви Востока XI века Абу-ль-Фараджа Абдуллаха ибн ат-Тайиба. На сирийском языке полностью сохранились каноны об алтаре и о служении литургии. Умер 16 мая 905 года в Багдаде.

## Сочинения
Йоханнану бар Авгару принадлежит первое письменное упоминание практики святой закваски в восточно-сирийской церкви. Сохранились различные письма католикоса на арабском языке: ответы на 28 вопросов священника и о посте ниневитян и посте дев. Йоханнан IV является автором трактата по наследственному праву, которое он гармонизировал с исламским законодательством. Сохранившееся в западно-сирийской традиции произведение «Правовые обоснования и раздел наследства», возможно, также принадлежит Йоханнану.